# Ван Бюрен, Эмеди
Эмеди Ван Бюрен (англ. Amedee J. Van Beuren; 10 июля 1880, Нью-Йорк — 12 ноября 1938, Нью-Йорк) — американский продюсер и основатель анимационной студии  Van Beuren Studios. Амаде Джей также известен как создатель мультфильмов про двух безработных Тома и Джерри, которые стали прототипом известных персонажей студии MGM мультфильма «Том и Джерри».

## Биография

### Ранние годы
Эмеди Джей Ван Бюрен родился в Нью-Йорке в богатой семье. Его отец был руководителем рекламной компании. Эмеди получил хорошее образование в сфере бизнеса.

### Анимационная карьера
Впервые Эмеди ван Бюрен начал заниматься анимацией, когда сформировал партнерство с Полом Терри и основал в 1920 Aesop’s Fables Studio для создания мультфильмов «Басни Эзопа». Ван Бюрен выпустил первый звуковой мультфильм «Обеденное время» в 1928 году (за месяц до диснеевского «Пароходик Вилли»).
В 1929 Терри создаёт собственную студию Terrytoons и на место аниматора встаёт Джон Фостер. Тогда же студия получила новое название Van Beuren Studios.
Ван Бюрен выпускал свои фильмы через RKO Pictures. Ранние звуковые мультфильмы Ван Бюрена практически идентичны по стилистике и сюжетам немым мультфильмам: небольшое количество диалога и случайные звуковыми эффектами.
В 1931 году Ван Бюрен выпускает серию мультфильмов про двух безработных «Том и Джерри». Именно они явились прототипом Тома и Джерри студии Metro-Goldwyn-Mayer. В каждом мультфильме Том и Джерри меняли профессию и место действия. Стилистически мультфильмы были похожи на мультфильмы Fleischer Studios, которая находилась через дорогу. По словам сотрудников Toonopedia, сам Макс Флейшер иногда подрабатывал на Ван Бюрена. Несмотря на всё это, Том и Джерри не получили такой популярности, как Микки Маус, Бетти Буп, и мультфильм перестали выпускать в 1933 году. Интересно, что в работе над серией мультфильмов про Тома и Джерри принимал участие художник и сценарист Джозеф Барбера, который в 40-х годах вместе с Уильямом Ханна создал мультфильм про кота с мышонком «Том и Джерри».
Ван Бюрен был неудовлетворен результатом, поэтому нанял к себе в студию директора Уолта Диснея Барт Джиллет и аниматора Тома Палмера для создания цветной серии мультфильмов Rainbow Parade.
Эти усилия Ван Бюрена были замечены и, наконец, ему удалось стать спонсором популярной серии мультфильмов.
В 1932 году Ван Бюрен купил 12 комедий Чарли Чаплина за 10 000 $ каждая, добавил музыку Джина Родемика и Винстона Шарплза, и переиздал их через RKO Radio Pictures.
Библиотека Ван Боюрена была продана РКО для различных телевизионных шоу, переиздана и распространена для домашнего кино в 1940-х и 1950-х годах. Например, в 1950-м персонажи мультфильма Ван Бойрена «Том и Джерри» были переименованы в Дик и Ларри, чтобы избежать путаницы с Томом и Джерри MGM.

### Последние годы жизни
Ван Бюрен умер от сердечного приступа в возрасте 58 лет, 12 ноября 1938 года.